# Kovács Valéria
Kovács Valéria (Budapest, 1954–) magyar manöken, modell, modellszervező, műsorvezető, idegenvezető, tanár, a Budapesti Történeti Múzeum Tudományos szakkönyvtárának osztályvezetője.

## Élete
Kovács Valéria tinédzsermanökenként tűnt fel, első fotója 1970-ben jelent meg. 

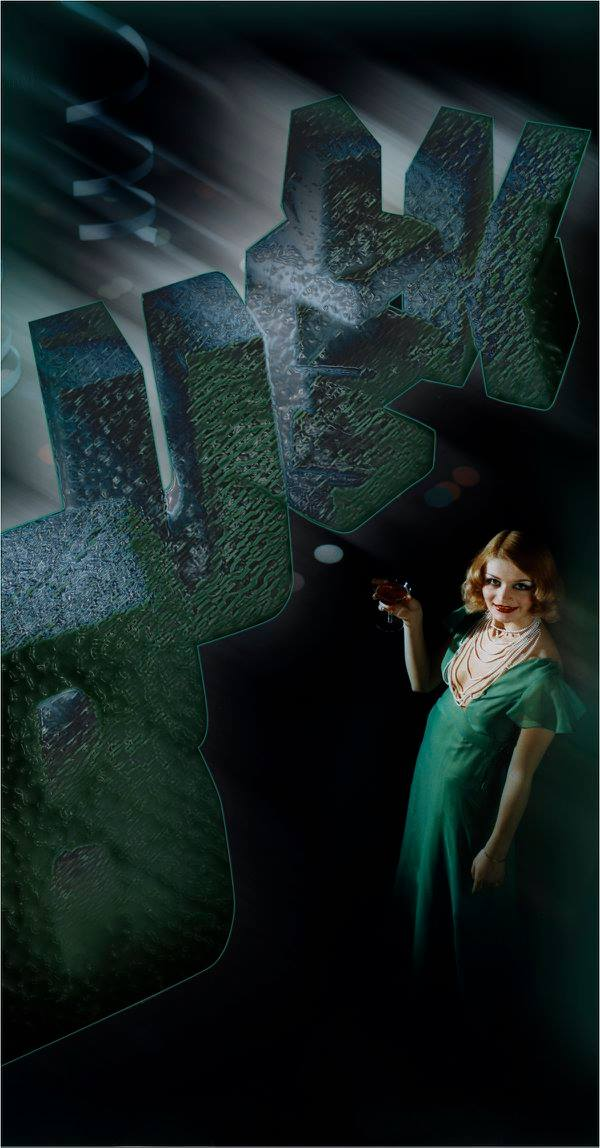
Tulok András felvételén (1977.)

1972-től az MTI saját modelljeként dolgozott, alkalmazottja, illetve modellje, manökenje volt. 1975-ben az Állami Artistaképző Intézetben levizsgázott, fotómodell és manöken oklevelet szerzett.
Az 1970-es évektől az egyike volt a legismertebb modelleknek. Plakát, kártyanaptár, katalógus fotózására kapott felkéréseket. A kozmetikumoktól kezdve a harisnyán át a szőnyegig sok reklámfotó készült Vele. Sok címlapon is láthattuk, például az Ország-világ, a Nők Lapja, az Tükör (hetilap, 1964–1989), a Füles, képes hetilapokon és egyéb kiadványokban jelentek meg a fotói. Számtalan reklámfilmben szerepelt. Hazai és nemzetközi divatbemutatókon egyaránt szerepelt. Az OKISZ Labor, Magyar Hirdető, ORI, KIOSZ, Hungarotex foglalkoztatta, de több alkalommal kapott felkérést a Kék Duna szalon és a Rotschild Szalon (Rotschild Klára) bemutatóira is.
Közel húsz évig volt manöken.
Fotósai voltak, többek között: Horling Róbert, Tulok András (fotóművész), Nádor Ilona, Vitályos József, Tóth József, Martin Gábor Mihácsi Miklós, Lajos György, Lussa Vince, Módos Gábor, Katona Miklós, Keleti Éva, Nádor Ilona, fotóművészek.
1980-tól számtalan divatbemutatót konferált ORI (Országos Rendező Iroda) Működési Engedéllyel.
1981-ben idegenvezetői vizsgát tett német nyelven, és divatbemutatót is vezetett németül a Luxus Áruházban. Rendszeresen jelentek meg divattal kapcsolatos írásai például az „Új Tükör”, és a „Nők Lapja” újságokban. Mindeközben folyamatosan tanult, 1995-ben bölcsészdoktori fokozatot, 2004-ben PhD fokozatot szerzett az ELTE-n. „A régészet és a régészeti szaksajtó kialakulása Magyarországon a 19. században.”
Tudományága: irodalom- és kultúratudományok, sajtótörténet, oktató.
Kovács Valéria 2002-ben a Budapesti Történeti Múzeum Tudományos szakkönyvtárának osztályvezetője lett.
2007-ben ”Kirakat. Divat a szocializmusban” címmel kiállítást rendeztek a Budapesti Történeti Múzeumban, amihez kétnapos konferencia kapcsolódott, ezen a korszak divat- és ipari szakemberei is jelen voltak, például az Elegant-Május 1. Ruhagyár egykori művészeti vezetője (jelenleg a MOME Textil tanszékének tanára) Deés Enikő, Vámos Magda (divattervező), Mészáros Éva (divattervező) a Divat Intézet munkatársai, illetve a múzeum tudományos munkatársai, dr. Kovács Valéria, mint egykori manöken az 1970-es 1980-as évek szocialista divat világának intézményi, szervezeti kereteiről, és mindennapi tapasztalatairól tartott előadást.
Tudományos munkatársként publikációi a múzeummal, könyvtárral, sajtótörténettel kapcsolatosak.

2019-ben Tóth József (Füles) fotóművész dr. Kovács Valériáról: 

„,,Kovács Valinak az okossága is megfogott. Ő nagyon érdekes pályát futott be. Manöken volt, aki jelen pillanatban dr. Kovács Valéria, a Budapesti Történeti Múzeum könyvtárának a vezetője. Nemrég olyan fantasztikus előadást tartott nekem a középkori kőtárról, hogy leesett az állam.,,”

– Tóth József 2019.